# Naomi Uemura

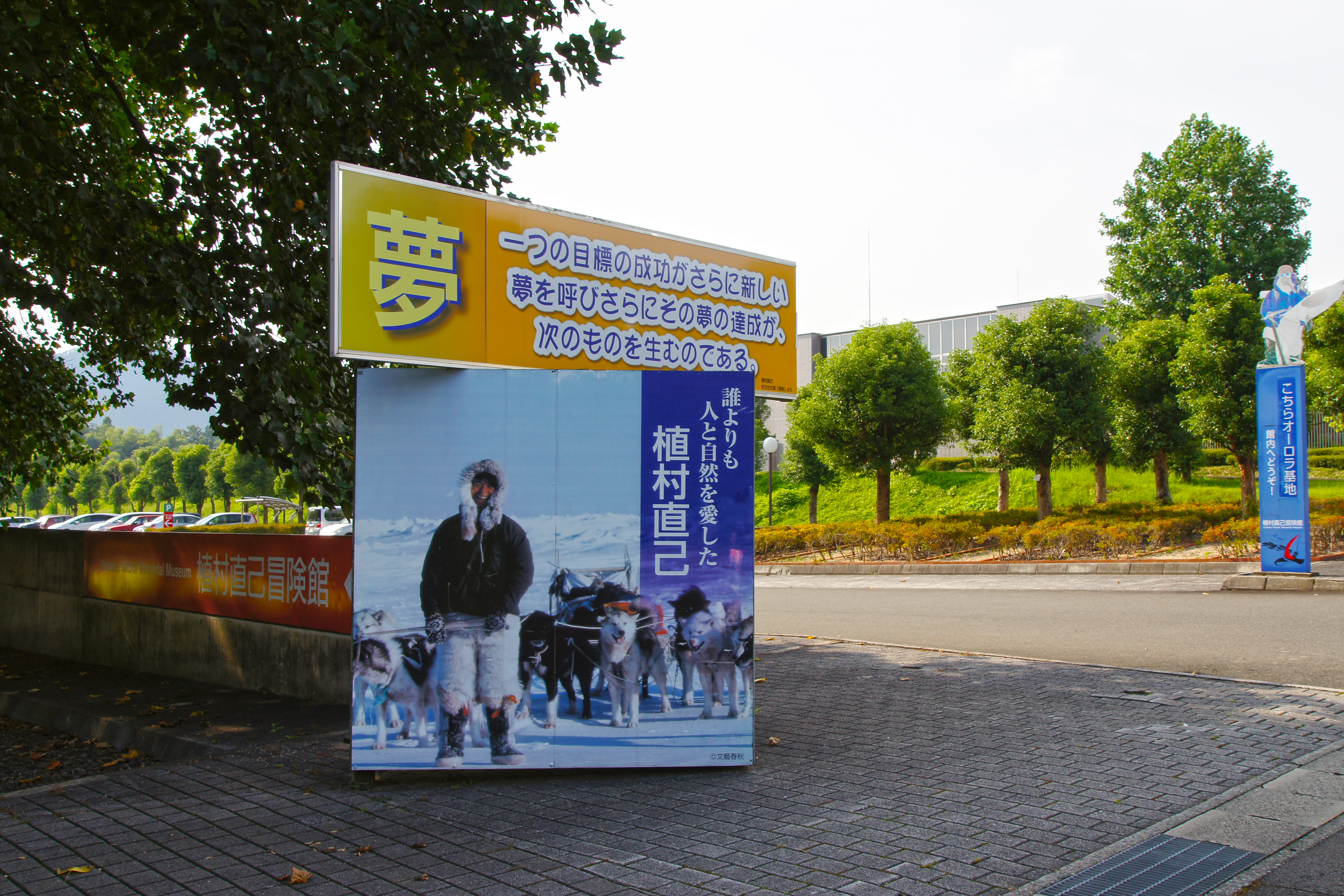
Foto di Naomi Uemura in un pannello del Museo delle Avventure di Naoki Uemura a Toyooka, sua città natale

Naomi Uemura (植村 直己?, Uemura Naomi; Hidaka, 12 febbraio 1941 – Monte McKinley, 13 febbraio 1984) è stato un alpinista, esploratore e avventuriero giapponese, particolarmente noto per aver fatto da solo ciò che in precedenza era stato raggiunto solo con grandi squadre. Ad esempio, è stato il primo uomo a raggiungere da solo il Polo nord e il primo a scalare da solo il Monte McKinley. È scomparso mentre tentava di scalare il McKinley in inverno.

## Biografia
Uemura è nato a Hidaka, ora parte della municipalità di Toyooka, Hyōgo, in Giappone. Timido, ha iniziato ad arrampicarsi alle scuole superiori nella speranza che l'alpinismo potesse aumentare la sua autostima. Prima del suo trentesimo compleanno, Uemura aveva scalato da solo il Kilimangiaro, l'Aconcagua, il Monte Bianco e il Cervino, aveva percorso a piedi tutto il Giappone da nord a sud e aveva raggiunto due volte la vetta dell'Everest: dapprima con la prima spedizione giapponese (1970) a scalarne la vetta, e successivamente come membro della disastrosa spedizione internazionale dell'Everest del 1971.

### Polo Nord
Uemura scrisse di aver quasi rinunciato due volte durante il suo viaggio al Polo Nord del 1978. Il quarto giorno del suo viaggio un orso polare invase il suo accampamento, mangiò le sue provviste e mise il muso contro il sacco a pelo dove Uemura era rimasto teso e immobile. Quando l'orso tornò il giorno successivo, Uemura era pronto e gli sparò, uccidendolo. Il trentacinquesimo giorno del viaggio, Uemura si era accovacciato sulla banchisa con i suoi Alaskan malamute, quando udì il rumore della rottura del ghiaccio e la banchisa si spezzò. Lui e i suoi cani erano rimasti così bloccati su un'isola di ghiaccio.
Perseverò e divenne il primo in assoluto a raggiungere da solo il Polo Nord. Descrivendo il suo sforzo di 57 giorni, scrisse: "Ciò che mi ha spinto a continuare è stato il pensiero di innumerevoli persone che mi avevano aiutato e sostenuto e la consapevolezza che non avrei mai potuto affrontarle se avessi rinunciato". In questo viaggio, ha collaborato con l'aeronautica canadese e ha ricevuto i suoi rifornimenti dai suoi elicotteri . Dopo il viaggio, ha messo in discussione un così ampio supporto e ha deciso di portare con sé le forniture.

### Prima scalata sul monte McKinley
Nell'agosto 1970, Uemura scalò il monte McKinley (noto anche col nome indigeno di Denali) da solo, diventando la prima persona a raggiungere la vetta da solo. Lo ha fatto rapidamente e con uno zaino leggero (55 libre/25 kg). Le condizioni meteorologiche che ha affrontato non erano state terribili, ma la montagna era quasi deserta, solo altre quattro persone vi si trovavano durante l'ascensione.
Uemura sognava di attraversare da solo l'Antartide e di scalare la vetta più alta del continente, il Monte Vinson. In preparazione, nel 1976 ha fatto una corsa in solitaria su una slitta trainata da cani dalla Groenlandia all'Alaska, in 363 giorni. Ha stabilito un record per il viaggio più lungo mai fatto in slitta, pari a 12,000 km.

### Salita invernale del McKinley
Uemura si preparò quindi a scalare di nuovo il monte McKinley da solo, in inverno; tuttavia, per le persone che non hanno familiarità con l'arrampicata in Alaska, la difficoltà di una salita invernale può essere spesso sottovalutata. Nessuno aveva tentato la scalata del McKinley in inverno fino al 1967, quando Gregg Blomberg organizzò una spedizione con questo obiettivo, che però non raggiunse mai la vetta. Esiste infatti un alto grado di pericolo nel percorso sul ghiacciaio e anche brevi escursioni sul ghiaccio sono considerate pericolose. Ad esempio, nei ghiacciai frequentemente sono presenti crepacci, che sono spesso coperti di neve e non visibili. A causa di questi eventi e di altri fattori sottostanti, una salita è molto difficile e molto pericolosa da tentare senza una squadra.
Uemura aveva sviluppato un dispositivo di "auto-salvataggio" che consisteva in pali di bambù legati sopra le sue spalle. In caso di caduta in un crepaccio, i pali gli avrebbero permesso di tirarsi fuori. Pianificò una corsa molto leggera, con solo 40 libbre (18 kg). Mantenne la sua attrezzatura leggera, pianificando di dormire nelle caverne di neve e liberandosi quindi dal bisogno di trasportare una tenda. Risparmiò carburante e pianificò di mangiare unicamente cibi freddi. Iniziò la sua scalata all'inizio di febbraio 1984 e ha raggiunto la vetta il 12 febbraio. Qualche tempo dopo, gli scalatori avrebbero trovato la bandiera giapponese che ha lasciato in vetta.

### Scomparsa
Il 13 febbraio 1984, un giorno dopo il suo 43 ° compleanno, Uemura parlò alla radio con fotografi giapponesi che sorvolavano il monte McKinley, dicendo che aveva raggiunto la cima e scese di nuovo a 18 000 piedi (5 500 m). Pianificò di raggiungere il campo base in altri due giorni, ma non ce la fece mai. C'erano forti venti vicino alla cima e la temperatura era di circa −50 °F (−46 °C). Gli aerei volarono sopra la montagna, ma non lo videro quel giorno. Fu notato intorno a 16 600 piedi (5 100 m) il giorno successivo (presumibilmente sulla cresta appena sopra il promontorio). Tuttavia, le complicazioni con il tempo resero difficili ulteriori ricerche.
Probabilmente Uemura stava esaurendo il carburante a questo punto, ma a causa della sua reputazione, nessuno voleva inviare una squadra di salvataggio temendo di offenderlo. Doug Geeting, uno dei piloti che aveva "individuato Uemura" durante la settimana precedente, disse: "Se fosse stato qualcun altro, avremmo già qualcuno [un soccorritore] sulla montagna". Il 20 febbraio il tempo si era schiarito e Uemura non si trovava da nessuna parte. Non c'era traccia del suo precedente accampamento a 16 600 piedi (5 100 m).
Un gruppo di alpinisti giapponesi giunse sul luogo per cercare il corpo, fallendo, anche se localizzarono gran parte della sua attrezzatura a 17 200 piedi (5 200 m). Un diario, trovato in una caverna a 14 000 piedi (4 300 m), è stato pubblicato in giapponese e inglese. Descrive le condizioni che ha sofferto Uemura: le cadute nel crepaccio, il clima a -40 °C, la carne congelata e un riparo inadeguato. Le voci del diario gli mostravano di essere di buon umore e documentavano le canzoni che cantava per rimanere concentrato sul suo compito. L'ultima voce diceva "Vorrei poter dormire in un sacco a pelo caldo. Non importa cosa succederà, scalerò McKinley."

### Eredità
Uemura teneva frequenti conferenze pubbliche e scriveva dei suoi viaggi. I suoi libri di avventura per bambini erano popolari in Giappone. C'è un museo a lui dedicato a Tokyo e un altro a Toyooka, Hyōgo. Il 19 aprile 1984 gli è stato conferito il People's Honour Award postumo. Nel 1996 la città di Toyooka ha istituito in suo onore il premio Naomi Uemura Adventure.
Una delle composizioni più note del chitarrista sperimentale Michael Hedges, Because It's There, è stato un omaggio a Uemura scritto per un film sulla vita dell'esploratore.
È ricordato non solo come uno scalatore dotato e un amante dell'avventura, ma anche come un uomo gentile che si preoccupava degli altri. Nelle parole di Jonathan Waterman, "[altrettanto notevole] come i suoi successi da solista erano la sua sincera modestia e la sua natura senza pretese. Un'altra parte della sua grandezza risiedeva nel suo profondo interesse per tutti quelli che incontrava."

## Scalate notevoli
- 1968 Mount Sanford, Alaska, Stati Uniti. Salita in solitaria, quarta salita del picco, che terminerà il 19 settembre 1968.[7]